# Eldhrimnir
Eldhrimnir – w mitologii nordyckiej magiczny kocioł, w którym kucharz bogów, Andhrimnir, każdego wieczora przyrządza Sahrimnira, kosmicznego dzika.